# أناركلي كور هونريار
أناركلي كور هونريار سياسية أفغانية من السيخ. وهي أيضًا ناشطة في مجال حقوق المرأة وطبيبة أسنان.
كان هناك فقط حوالي 30 ألف سيخي وهندوسي في أفغانستان، والدكتور أناركلي كور هونريار واحدة منهم. وهي أول عضو غير مسلم في الجمعية الوطنية لأفغانستان.

## الحياة مهنية
عندما أُطيح بطالبان في عام 2001، درست هونريار الطب في جامعة كابول. كانت عضوًا في اللويا جيرغا التي اختارت الحكومة الأفغانية المؤقتة بعد سقوط طالبان، وكذلك عضوًا في لجنة الدستور الأفغاني. في عام 2006، أصبحت عضوًا في اللجنة الأفغانية المستقلة لحقوق الإنسان.
في عام 2010، انتخبت هونريار لعضوية ميشرانوي جيرغا في البلاد، وكانت أول امرأة غير مسلمة تحقق هذا الإنجاز، وقد تركت منصبها في منتصف عام 2015.
في تاريخ 22 أغسطس 2021، غادرت إلى الهند مع هنود آخرين أنقذتهم القوات الهندية من أفغانستان بسبب حصار طالبان في أفغانستان في عام 2021.

## الجوائز والتكريمات
هونريار ناشطة معروفة في مجال حقوق الإنسان ومُنحت جائزة اليونسكو مادانجيت سينغ لتعزيز التسامح واللاعنف. «لعملها في مساعدة النساء اللاتي يعانين من العنف المنزلي والزواج القسري والتمييز بين الجنسين وللتزامها بتعزيز مُثُل كرامة الإنسان وحقوق الإنسان والاحترام المتبادل والتسامح في بلدها.» كما اختارت  إذاعة أوروبا الحرة الفرع الأفغاني هونريار شخصية العالم في عام 2009.